# NGC 1308
NGC 1308 est une galaxie lenticulaire située dans la constellation de l'Éridan. NGC 1308 a été découverte par l'astronome germano-britannique William Herschel en 1786.

## Caractéristiques
Sa vitesse par rapport au fond diffus cosmologique est de 6 183 ± 52 km/s, ce qui correspond à une distance de Hubble de 91,2 ± 6,4 Mpc (∼297 millions d'al).